# New Bern (Észak-Karolina)
New Bern település az Amerikai Egyesült Államok Észak-Karolina államában, Craven megyében, melynek megyeszékhelye is. Lakosainak száma 31 291 fő (2020. április 1.).

## Népesség
A település népességének változása:

| 2010 | 29 524 |
| 2020 | 31 291 |